# اچ‌ام‌اس وم (۱۹۱۹)
اچ‌ام‌اس وم (۱۹۱۹) (به انگلیسی: HMS Wem (1919)) یک کشتی بود که طول آن ۲۳۱ فوت (۷۰ متر) بود. این کشتی در سال ۱۹۱۹ ساخته شد.